# Lamprosema satsumalis
Lamprosema satsumalis là một loài bướm đêm trong họ Crambidae.